# Khalid bin Mohsen Shaari
Khalid bin Mohsen Shaari (Riad, Arabia Saudita, 28 de febrero de 1991) es un hombre originario de Arabia Saudita que en agosto de 2013 fue reportado como la persona viva con mayor peso del mundo y la segunda en la historia, con un peso de 610 kg, detrás de Jon Brower Minnoch, con 635 kg. Poseía un índice de masa corporal de 204, el segundo máximo alguna vez registrado. El rey del país, Abdalá, ordenó que fuera trasladado desde su casa, de la que no había podido moverse por dos años a la capital, Riad, para recibir tratamiento médico. Como resultado, perdió un total de 320 kg, más de la mitad de su peso, en solo seis meses. En 2016, Fox News anunció que ya podía caminar con ayuda de un andador. En noviembre de 2017, Al-Arabiya informó que había perdido 542 kg en total y que ahora pesaba 68 kg. En agosto de 2024 aparecieron imágenes suyas, en las que pesaba 63 kilos.